# 鯨魚座AD
鯨魚座AD，又名BD-08 26，HD 1014、SAO 128655、HR 46，是鯨魚座的一颗恒星，视星等为5.12，位于銀經96.87，銀緯-68.76，其B1900.0坐标为赤經0h 9m 20.8s，赤緯-8° -68.76′ 13″。